# Кусов, Тимур Владимирович
Тиму́р Влади́мирович Ку́сов (род. 23 сентября 1979, Беслан, Северо-Осетинская АССР) — российский журналист, общественный и политический деятель, директор филиала ВГТРК ГТРК «Алания», председатель Союза журналистов Республики Северная Осетия — Алания — регионального отделения Союза журналистов России, преподаватель, заслуженный журналист Республики Южная Осетия (2023).

## Биография
В 1996 году окончил Владикавказскую гимназию № 5 имени А. В. Луначарского с углубленным изучением английского языка, в 2001 — факультет журналистики Северо-Осетинского государственного университета имени К. Л. Хетагурова (специальность «Журналистика»).
Будучи студентом 4 курса, стал одним из победителей Всероссийского открытого конкурса на стипендии Президента РФ для обучения за рубежом и в 2000—2001 учебном году проходил стажировку в Университете Вестминстера в Лондоне. Во время пребывания в Лондоне познакомился и общался с известным ученым Григорием Токати, получив в дар от него сборник дневниковых записей, которые опубликовал в журнале «Дарьял».
С 17 лет активно работает в практической журналистике. Один из учеников известного в Осетии и за ее пределами журналиста Ирины Таболовой. В 1997 году начал работать стажером, а с 1998 года — корреспондентом Государственного информационного агентства «Иринформ», где подготовил более тысячи репортажей для республиканских и федеральных электронных СМИ, преимущественно для «Первого канала». Получил благодарственные письма генерального директора ОАО «ОРТ» И. В. Шабдурасулова (1999), начальника отдела корсети ОРТ Александра Веригина (2000).
В 2002 году возглавлял пресс-центр правительства республики, в 2004 году работал консультантом информационно-аналитического управления администрации президента и правительства Северной Осетии. В том же году был назначен заместителем председателя — директором Дирекции информационных программ ГТРК «Алания».
В 2006 году перешёл на телеканал «Russia Today», возглавив Северо-Кавказский корпункт. Работал собственным корреспондентом «RT» по Кавказу, ежедневно освещая события в Южной Осетии, Кабардино-Балкарии, Карачаево-Черкесии, Ставропольском крае и других регионах.
Одновременно в 2007—2008 годы возглавлял «ТВ СОГУ» (сетевой партнер — телеканал «Россия 2»), руководил разработкой проекта аппаратно-студийного комплекса нового телеканала.
В 2008 году вернулся в ГТРК «Алания» в должности заместителя директора — начальника службы информационных программ телевидения.
С июля 2010 года — директор филиала ВГТРК ГТРК «Алания». В 2016 году под руководством Тимура Кусова реализован проект нового цифрового комплекса ГТРК «Алания», позволившего перейти на новые (безленточные) технологии производства телерадиопрограмм. В церемонии запуска приняли участие заместитель генерального директора ВГТРК Рифат Сабитов и глава Северной Осетии Вячеслав Битаров.

## Творческая и преподавательская деятельность
В августе—сентябре 2008 года выходил в эфир телеканала «Вести» (ныне — «Россия 24») с репортажами из Цхинвала. За серию материалов генеральный директор «ВГТРК» О. Б. Добродеев объявил благодарность Тимуру Кусову «За высокопрофессиональную и самоотверженную работу по освещению событий в Южной Осетии в эфире федеральных телеканалов».
В 2012 году инициировал и организовал Межрегиональный форум тележурналистов России «Репортажи у костра», в 2014 году переименованный во Всероссийский медиафестиваль «Восхождение».
С 2001 года преподает на факультете журналистики СОГУ. В июле 2018 года назначен заведующим кафедрой технологий современных СМИ (базовой кафедры факультета журналистики СОГУ) на базе ГТРК «Алания». Создал творческую лабораторию для студентов, где проходят практические занятия студентов.
Автор сборника стихов «Две дороги» (2005), автор-составитель книг «Осетинская горка. Восхождение» (2011) к юбилею ГТРК «Алания», «Настоящая. Немного об Ирине Таболовой» (2016) к юбилею Ирины Таболовой, соавтор (с З. Х. Тедтоевой) хрестоматии «История журналистики Осетии», соавтор книги «В плену прекрасных муз» (с В. Т. Бязыровой) о Евгении Вахтангове и Вахтанговском театре (2023).

## Общественная и политическая деятельность
2014-2019  член правления (с 2016 года — президиума) Ассоциации СМИ Северного Кавказа
С 2014 года — действительный член Евразийской Академии телевидения и радио, Международной Академии творчества.
В 2015 году избран председателем Союза журналистов Республики Северная Осетия — Алания. 29 января 2021 года переизбран на второй срок (5 лет) на общем собрании союза.
22 марта 2019 года избран членом Регионального штаба ОНФ в Республике Северная Осетия — Алания.
2020-2025 — заместитель председателя Общественного совета муниципального образования г. Владикавказ
2022-2023 — член Общественной палаты Республики Северная Осетия-Алания.
С 2023 года председатель Комиссии при Главе РСО-А по государственным наградам.
В октябре 2023 года избран депутатом Парламента РСО-А седьмого созыва.

## Награды и достижения
- Лауреат премии Правительства Республики Северная Осетия — Алания «За вклад в развитие молодёжной политики» (2001).
- Орден Дружбы (Указ Президента Республики Южная Осетия от 25 декабря 2008 года).
- Специальный приз Всероссийского телевизионного конкурса «ТЭФИ-Регион 2009» (номинация «Информационное вещание»)[15].
- Победитель IX Межрегионального фестиваля информационных программ (за программу «Вести-Алания. События недели с Тимуром Кусовым», 2010).
- Лауреат федерального проекта «Кадровый резерв — Профессиональная команда страны».
- Почетная грамота ВГТРК (2011, 2021).
- Почетная грамота Республики Северная Осетия — Алания[16] (Указ Главы РСО-Алания от 13 января 2012 года № 8).
- Медаль «В ознаменование 10-летия Победы в Отечественной войне народа Южной Осетии» (2019).
- Благодарность Минкомсвязи России (2020).
- Медаль МЧС России «За содружество во имя спасения» (2022).
- Почетное звание «Заслуженный журналист Республики Южная Осетия» (2023)[17].